# Даніель Шлагер
Даніель Шлагер (нім. Daniel Schlager; 8 грудня 1989, Раштат) — німецький футбольний арбітр. Судить матчі в Бундеслізі з 2018 року. Арбітр ФІФА та УЄФА з 2022 року.

## Суддівська кар'єра
16 вересня 2018 року Шлягер обслужив свій перший матч у чемпіонаті Німеччини. Під час матчу між бременським Вердером і ФК «Нюрнберг» (1–1) арбітр двічі показав жовту картку.
Він відсудив свій перший міжнародний матч 25 березня 2022 року, коли Люксембург програв Північній Ірландії з рахунком 1:3 у товариському матчі. За Люксембург забив Марвін Мартінс, а за Північну Ірландію голами вдалося відзначитися Джошу Магеннісу, Стіву Девісу та Гевіну Вайту. Під час цього матчу Шлагер показав три жовті картки: люксембуржцям Максиму Шано та Леандро Баррейро та північноірландцю Діону Чарльзу.

## Особисте життя
Шлагер закінчив навчання на банкіра і зараз працює у відділі фінансування нерухомості в банку Sparkasse Rastatt-Gernsbach у Гернсбаху.